# Theodoor Colenbrander

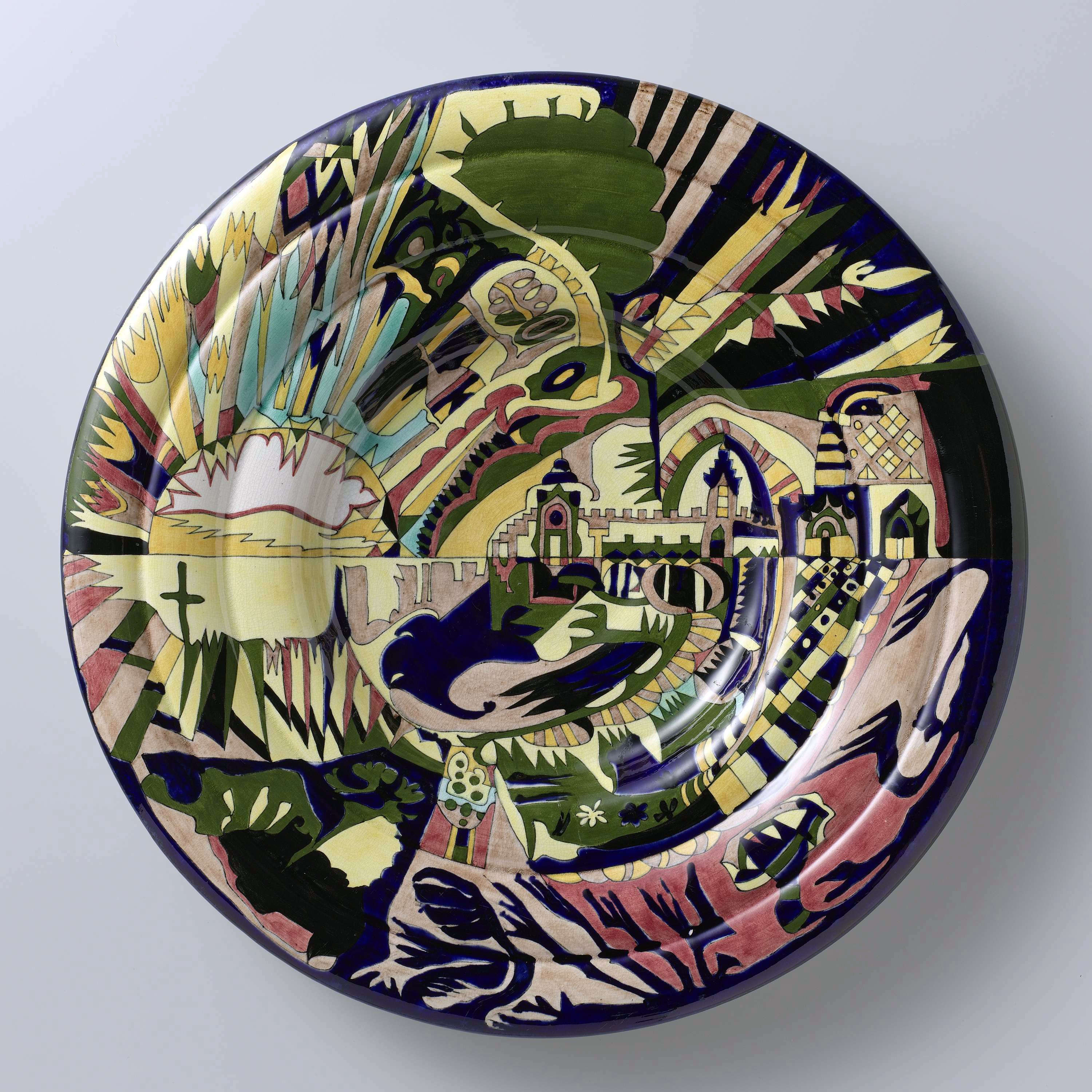
Porseleinen wandbord beschilderd met het patroon 'Constantinopel', 1886

Theodoor Christiaan Adriaan Colenbrander (Doesburg, 31 oktober 1841 – Laag-Keppel, 28 mei 1930) was een Nederlands plateelschilder.
Theodoor Colenbrander was van oorsprong architect. Van 1884-1889 was hij ontwerper en artistiek leider bij de Haagsche Plateelbakkerij Rozenburg. Later heeft hij ontwerpen gemaakt voor Plateelbakkerij Zuid-Holland. In de periode 1921-1924 maakt Plateelbakkerij Ram uitsluitend plateel naar ontwerp van Colenbrander. Hij werkte ook enige keren als boekbandontwerper.

## Werk in openbare collecties (selectie)
- De Mesdag Collectie, Den Haag[1]
- Gemeentemuseum Den Haag
- Museum Boijmans Van Beuningen, Rotterdam[2]
- Museum Arnhem
- Rijksmuseum Amsterdam[3]
- Museum de Fundatie, Zwolle
- Streekmuseum De Roode Tooren, Doesburg